# Сіддхи (божества)
Сіддхи (санскр. सिद्ध, siddha IAST, «досконалий») — в індійської міфології клас напівбожественних істот.
В основному, місце проживання сіддхів — антарікша (повітряний простір в індуїстської космології); також як їх обителі призводять Гімалаї, а вони самі часто бувають на Гангу. У «Рамаяні» сказано, що вони разом з істотами на ім'я чаран мають свій особливий світ.
Головна риса цих істот — надзвичайна чистота і святість; вони спостерігають за мудрецями, хто віддається аскезі, і виступають часто як еталон служіння вірі.
У пурани число сіддхів доходить до 88 000. Вони вміють літати, і «пройти шляхом сіддхів» означає «пролетіти». Разом з тим вони наділяються ще 8 надздібностями: стають як завгодно малими або великими, максимально легкими або важкими, миттєво переміщуються в будь-яке місце, досягають бажаного однією силою думки, підпорядковують своєї волі навіть предмети і час і можуть добитися повної влади над світом.